# Теодори, Мильтиад Иванович
Мильтиад Иванович Теодори (7 января 1905, Евпатория — январь 1975, Москва) — советский военный врач-терапевт, доктор медицинских наук (1967), заслуженный врач РСФСР (1957). Генерал-майор медицинских службы (1959).

## Биография
Мильтиад Иванович родился 7 января 1905 года в Евпатории. В 1928 году окончил медицинский факультет Воронежского университета. Следующие 10 лет был ординатором-терапевтом в больнице им. Н. Э. Баумана, а также работал военным врачом.
В 1938 году стал ассистентом кафедры внутренних болезней Московского медицинского стоматологического института.
Огромный вклад Мильтиад Иванович внёс во времена Великой Отечественной войны. В период с июня 1941 г. по июнь 1944 г. он служил на западном фронте начальником отделения 502 полевого подвижного госпиталя с июня 1941 г. по июнь 1944 г. С июня 1942 года по октябрь 1943 года был старшим инспектором — врачом-специалистом УПЭП 43.
Затем был армейским терапевтом на 3-м Прибалтийском фронте, в дальнейшем — помощником начальника Центрального Военного госпиталя, вплоть до окончания войны. Мильтиад Иванович участвовал в лечении, эвакуации раненых и больных во многих боя.
После окончания войны Мильтиад Иванович возглавил терапевтическое отделение. С 1955 г. по 1966 г. был главным терапевтом, а с 1966 г. по 1975 г. консультантом Главного клинического военного госпиталя им. Н. Н. Бурденко.
В 1967 г. защитил докторскую диссертацию на тему «Затяжной септический эндокардит».

## Публикации
Мильтиад Иванович является автором 94 научных трудов, которые в основном были написаны в области сердечно-сосудистой патологий. Он исследовал заболевания сердечной мышцы, инфаркт миокарда, септический эндокардит, системные васкулиты.
Мильтиад Иванович был одним из редакторов «Опыта советской медицины в Великой Отечественной войне 1941—1945 гг.», «Энциклопедического словаря военной медицины». Также являлся заместителем ответственного редактора редотдела «Кардиология» БМЭ, членом редколлегии журнала «Кардиология» и членом президиума правления Всероссийского научного общества кардиологов.

## Награды
- Орден Ленина;
- Орден Красного Знамени;
- Орден Трудового Красного Знамени;
- Орден Отечественной войны II степени;
- Два ордена Красной Звезды;
- Медали.